# Гудзенко Прокіп Микитович
Прокіп Микитович Гудзенко (нар. 4 (17) грудня 1913, Ромейково-Гончариха — 29 листопада 1982, Київ) — український радянський педіатр, професор (з 1961 року).

## Біографія
Народився 4 (17 грудня) 1913 року в селі Ромейково-Гончарисі (тепер Гончариха Катеринопільського району Черкаської області). Після закінчення в 1939 році Київського медичного інституту працював лікарем у Хмельницькій області.
У період радянсько-німецької війни воював у партизанському загоні. У 1946—1965 роках працював в Чернівецькому медичному інституті (в 1962—1965 роках  — проректор). У 1960 році захистив докторську дисертацію на тему «Питання патогенезу і клініки туберкульозного менінгіту у дітей».
З 1965 року  — завідувач кафедрою і декан Київського медичного інституту. Одночасно був головним педіатром Міністерства охорони здоров'я УРСР і головою Республіканського товариства педіатрів. З 1967 року — головний редактор журналу «Педіатрія, акушерство та гінекологія».

Могила Прокопа Гудзенка

Помер 29 листопада 1982 року. Похований в Києві на Міському кладовищі «Берківці».
Донька — Гудзенко Жанна Прокопівна (* 1939).

## Відзнаки
Нагороджений орденом Трудового Червоного Прапора, медалями.
Державна премія УРСР, 1979.

## Наукова діяльність
Опубліковано 153 наукові роботи Прокопа Гудзенка (в тому числі вісім монографій), які присвячені фундаментальним дослідженням проблем дитячого туберкульозу, шигельозу (тоді називався дизентерією) та стафілококових захворювань. Ряд робіт — з питань вигодовування та харчування здорових і хворих дітей.